# Pituruh (plaats)
Pituruh is een bestuurslaag in het regentschap Purworejo van de provincie Midden-Java, Indonesië. Pituruh telt 3303 inwoners (volkstelling 2010).